# Catéter de Foley

Diagrama de un catéter de Foley. Leyenda: 1 = conducto del globo, con indicación del volumen (en mililitros) necesario de agua (estéril) para inflar el globo; 2 = conducto para evacuar orina desde la vejiga; 3 = indicación del tamaño de la sonda en la escala Francesa y en mm; 4 = globo; 5 = apertura en la vejiga

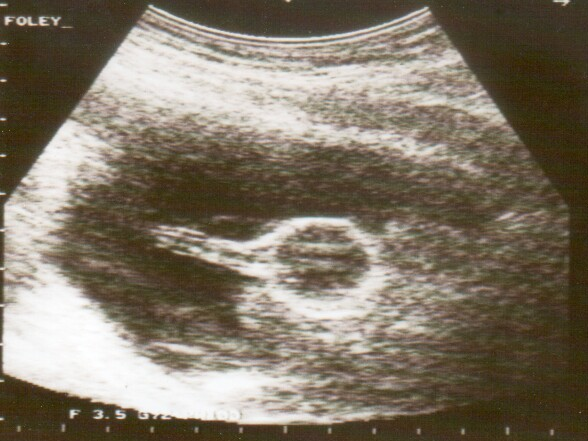
Ecografía vesical mostrando un catéter de Foley ya insertado

Las sondas de Foley son tubos flexibles, generalmente de látex, que en la cateterización urinaria se pasan a través de la uretra y hacia el interior de la vejiga. Este procedimiento se realiza por varios objetivos, uno de ellos es para obtener una muestra de orina libre de gérmenes, o bien para ayudar a aliviar una vejiga distendida. Quedan retenidos por medio de un globo en la extremidad del catéter que se infla con agua estéril. Los globos vienen típicamente en dos tamaños diferentes, 5 cm³ y 30 cm³.
El tamaño relativo de un catéter de Foley se describe usando la escala de Charrière (Ch) o escala francesa (F). Los catéteres de Foley más comunes tienen típicamente un rango que va de 10 F a 28 F. 1 F es equivalente a un tercio de milímetro, es decir, 0,33 mm = 013" = 1/77" de diámetro. Así, el tamaño en unidades de Charrière es más o menos igual a la circunferencia del catéter en milímetros.

## Indicaciones
Los catéteres de Foley se fabrican en varios subtipos. Los catéteres coudé (palabra francesa que significa acodado/curvado) tienen en la extremidad una curva de 45° para permitir un paso más fácil a través de una próstata agrandada. Los catéteres de punta de concilio tienen un pequeño agujero en el extremo que permite que sean pasados sobre un guiador de alambre.
Los catéteres de tres vías se utilizan sobre todo después de las cirugías de la vejiga, la próstata, o el cáncer de próstata. Tienen un tercer brazo o campana que permitan que un irrigante pase por la extremidad del catéter a la vejiga a través de un pequeño canal separado. Esto sirve para limpiar sangre y pequeños coágulos a través de la rama principal que drena en un dispositivo de recolección. Así se evita la formación coágulos más grandes que pueden tapar el catéter. El segundo brazo, o brazo de inflamiento, tiene una pequeña válvula plástica que permita la introducción o el retiro del agua estéril a través de un canal muy pequeño para inflar o desinflar el globo de retención.

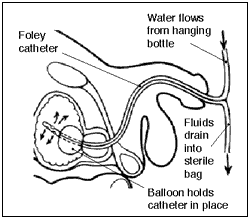
Vista lateral del tracto urinario masculino con un catéter de Foley instalado para drenar la orina. El catéter se mantiene en su lugar mediante un globo cerca del extremo del cateter.

## Efectos negativos
Un problema serio de las sondas Foley es que tienen riesgo de contribuir a infecciones urinarias.

## Epónimo
Estos catéteres fueron diseñados por el Dr. Frederick Foley cuando era un estudiante de medicina. El Dr. Foley era un cirujano que trabajaba en Boston, Massachusetts en los años 1930.
Su diseño original fue adoptado por C R Bard de Murray Hill, Nueva Jersey, quien fabricó los primeros prototipos y los nombró en honor al cirujano.